# Liste des garnisons des forces armées françaises
Cet article liste les garnisons de l'Armée de terre, de l'Armée de l'air et de l'espace, de la Marine nationale et des organismes interarmées passées et actuelles.

## Zone de défense et de sécurité Est

### Doubs
- Garnison de Besançon
  - 1re division, caserne Ruty
  - 7e brigade blindée, caserne Ruty
  - 6e régiment du matériel, quartier Brun
  - 19e régiment du génie, quartier Joffre
  - 7e compagnie de commandement et de transmissions blindée, quartier Joffre
  - Groupement de soutien de la base de défense de Besançon, quartier Joffre
  - Unité de soutien de l'infrastructure de la Défense de Besançon, caserne Ruty
  - 6e centre médical des armées, quartier Joffre
  - Centre du service national de Besançon, caserne Ruty
  - Centre information recrutement des forces armées, caserne Ruty
  - 61e et 62e antennes médicales et 21e groupe vétérinaire

- Camp du Valdahon
  - 13e régiment du génie, quartier Gallieni
  - 7e groupement d'instruction blindé, quartier Gallieni
  - 60e antenne médicale

### Meurthe-et-Moselle
- Garnison de Lunéville
  - 53e régiment de transmissions, quartier Treuille de Beaulieu Diettmann à Lunéville et quartier Lasalle à Chenevières
  - 49e antenne médicale

- Garnison de Toul
  - 516e régiment du train, quartier Fabvier à Écrouves
  - Service industriel de l'aéronautique - Antenne de Toul, camp de Domgermain
  - 47e antenne médicale

- Garnison de Nancy
  - Commandement de la logistique de l’énergie opérationnelle et centre de soutien technique et administratif du service de l'énergie opérationnelle, caserne Thiry
  - Brigade aérienne de l'aviation de chasse, casernes Blandan et Vernau
  - Centre expert des ressources humaines et de la solde et centre interarmées de la solde, casernes Blandan et Vernau
  - Groupement de soutien de la base de défense de Nancy, casernes Blandan et Vernau
  - Unité de soutien de l'infrastructure de la Défense de Nancy, casernes Blandan et Vernau
  - Centre du service national de Nancy, casernes Blandan et Vernau
  - Groupement de recrutement et de sélection Nord-Est, quartier Drouot à Vandœuvre-lès-Nancy
  - Centre information recrutement des forces armées, quartier Drouot à Vandœuvre-lès-Nancy
  - 45e antenne médicale

- Base aérienne 133 Nancy-Ochey

### Meuse
- Garnison d'Étain - Base Lieutenant Étienne Mantoux
  - 3e régiment d'hélicoptères de combat
  - Dépôt des essences ALAT
  - 32e antenne médicale

- Garnison de Verdun
  - 1er régiment de chasseurs, quartier Maginot à Thierville-sur-Meuse
  - Section adaptée du 8e régiment du matériel, quartier Maginot à Thierville-sur-Meuse
  - 151e groupement d'instruction, quartier Maginot à Thierville-sur-Meuse
  - Groupement de soutien de la base de défense de Verdun, quartier Maginot à Thierville-sur-Meuse
  - Unité de soutien de l'infrastructure de la Défense de Verdun, quartier Maginot à Thierville-sur-Meuse
  - Groupement munitions du Rozelier
  - 33e antenne médicale

### Moselle
- Garnison de Bitche
  - 16e bataillon de Chasseurs à pied, quartier Pagezy
  - 12e groupement d'instruction, camp militaire de Bitche
  - 38e antenne médicale

- Garnison de Dieuze
  - 18e régiment d'instruction des transmissions, quartiers Lyautey et Fabert
  - 41e antenne médicale

- Garnison de Phalsbourg - Quartier La Horie
  - 1er régiment d'hélicoptères de combat
  - Groupement de soutien de la base de défense de Phalsbourg
  - Unité de soutien de l'infrastructure de la Défense de Phalsbourg
  - Service industriel de l'aéronautique - Antenne de Phalsbourg
  - Dépôt des essences ALAT
  - 42e antenne médicale

- Garnison de Metz
  - État-major de zone de Défense de Metz, palais du Gouverneur
  - Commandement de l'Aviation légère de l'Armée de terre, caserne Ney
  - 1er régiment du service militaire volontaire, casernes Colin et Raffenel-Delarue à Montigny-lès-Metz
  - 3e régiment de hussards, caserne Séré-de-Rivières
  - 6e régiment du matériel - détachement de Woippy, quartier Colonel Clerc
  - Hôpital d'instruction des armées Legouest
  - Direction interarmées des réseaux d'infrastructure et des systèmes d'information de Metz, caserne de Lattre-de-Tassigny
  - Centre ministériel de gestion, caserne de Lattre-de-Tassigny
  - Échelon de proximité des établissements des essences, caserne de Lattre-de-Tassigny
  - Plate-forme commissariat Est, 10 rue d'Asfeld
  - Établissement du service d'infrastructure de la Défense de Metz, caserne Ney
  - 4e centre médical des armées, caserne Ney
  - Centre information recrutement des forces armées, caserne Ney
  - Groupement de soutien de la base de défense de Metz, casernes Colin et Raffenel-Delarue à Montigny-lès-Metz
  - Musique de l'arme blindée et cavalerie, casernes Colin et Raffenel-Delarue à Montigny-lès-Metz
  - 34e, 35e et 36e antennes médicales et 27e groupe vétérinaire

- Garnison de Sarrebourg
  - 1er régiment d'infanterie, quartiers Rabier, Tourret, Dessirier et Cholesky
  - Centre de ravitaillement en essences
  - 43e antenne médicale

- Garnison de  Thionville
  - 40e régiment de transmissions, quartier Jeanne-d'Arc à Thionville et quartier Guyon-Gellin à Hettange-Grande
  - 30e antenne médicale

- Base aérienne Grostenquin, utilisée comme terrain d'entraînement et par le Polygone de guerre électronique

### Bas-Rhin
- Garnison de Gresswiller
  - 6e régiment du matériel - détachement de Gresswiller, quartier Chassepot

- Garnison de Haguenau
  - 2e régiment de hussards, quartier Estienne
  - 28e groupe géographique, quartier Estienne
  - 54e régiment de transmissions, quartier Estienne
  - 39e antenne médicale
- Garnison de Mutzig
  - 44e régiment de transmissions, quartiers Moussy et Clerc
  - 48e antenne médicale

- Garnison de Neubourg
  - Groupement munitions de Neubourg, camp militaire de Neubourg

- Garnison de Strasbourg
  - Corps européen, quartiers Aubert de Vincelles et Lizé
  - Commandement des actions dans la profondeur et du renseignement, quartier Stirn
  - 2e brigade blindée, palais du Gouverneur militaire
  - Brigade de renseignement et cyber-électronique, quartier Stirn
  - Centre du renseignement terre, quartier Stirn
  - Bataillon de renseignement de réservistes spécialistes, quartier Stirn
  - 2e compagnie de commandement et de transmissions blindée, quartier Leclerc à Illkirch-Graffenstaden
  - Groupement de soutien de la base de défense de Strasbourg - Haguenau - Colmar, 15 rue de Phalsbourg et annexe Stirn
  - Unité de soutien de l'infrastructure de la Défense de Strasbourg, quartier Rageot de la Touche
  - Centre du service national de Strasbourg, quartier Rageot de la Touche
  - 5e centre médical des armées, caserne Turenne
  - Poste d'information et de recrutement de la Légion étrangère, quartier Lecourbe
  - Centre EPIDE, quartier Lecourbe
  - Centre information recrutement des forces armées, 1 rue de Saales
  - 44e et 46e antennes médicales et 10e groupe vétérinaire

### Haut-Rhin
- Garnison de Colmar
  - 152e régiment d'infanterie, quartiers Walter et Bruat
  - 40e antenne médicale

- Garnison de Meyenheim - Quartier Colonel Dio
  - Régiment de marche du Tchad
  - 54e antenne médicale

### Vosges
- Garnison d'Épinal
  - 1er régiment de tirailleurs, quartier Varaigne
  - Centre information recrutement des forces armées, 1 avenue des Templiers
  - 53e antenne médicale

### Territoire de Belfort
- Garnison de Belfort
  - 1er régiment d'artillerie, quartier Ailleret à Bourogne
  - 35e régiment d'infanterie, caserne de Maud’huy
  - Groupement de soutien de la base de défense de Belfort, caserne Friederichs
  - Centre information recrutement des forces armées, 29 boulevard Richelieu
  - 57e et 59e antennes médicales
  - Centre EPIDE

### Bourgogne-Franche-Comté
- Auxonne
  - 511e régiment du train, quartier Bonapart

### Champagne-Ardennes
- Charleville-Mézières
  - 3e régiment du génie, quartier Dumerbion
- Châlons-en-Champagne
  - Détachement du service militaire volontaire, caserne Février
- Chaumont
  - 61e régiment d'artillerie, quartier Général-d'Aboville
- Mailly
  - 5e régiment de dragons
  - CENTAC/1er BC (Centre d'entraînement au combat, le 1er Bataillon de chasseurs)
- Mourmelon (et annexe de Moronvilliers)
  - 8e régiment du matériel
  - 501e régiment de chars de combat, quartier Delestraint
  - 19e régiment du génie (51e Compagnie d'appui au déploiement lourd)
- Suippes
  - 40e régiment d'artillerie, quartier Maunoury
  - 132e régiment d’infanterie cynotechnique

## Zone de défense et de sécurité Nord
- Douai
  - 41e régiment de transmissions, quartier Corbineau
- Laon
- Lille
  - Commandement des forces terrestres, Citadelle
  - Quartier-général du corps de réaction rapide, Citadelle
  - Commandement de la logistique
  - Commandement de la maintenance des forces
- Sissonne
  - Centre d'entrainement aux actions en zone urbaine

## Zone de défense et de sécurité Ouest

### Bretagne
- Rennes
  - École des transmissions
- Bruz
  - 2e régiment du matériel
- Guer (camp de Coëtquidan)
  - École spéciale militaire de Saint-Cyr
  - École militaire interarmes
  - École d'administration militaire dissoute depuis 2012
- Saint-Aubin-du-Cormier
  - 11e régiment d'artillerie de marine, camp de la Lande d'Ouée
- Vannes
  - 3e régiment d'infanterie de marine, quartier Foch-Delestraint

### Centre-Val de Loire
- Bourges
  - École du matériel
  - École du train
- Favières
  - 5e Compagnie du 8e régiment de transmissions
- Nogent-le-Rotrou
  - Unité d'instruction et d'intervention de la sécurité civile n°1
- Nouâtre
  - 14e base de soutien du matériel
- Olivet
  - 12e régiment de cuirassiers, quartier Valmy
- Orléans
  - 43e bataillon de transmissions, quartier Bellecombe
- Salbris
  - 12e base de soutien du matériel

### Pays de la Loire
- Angers
  - École du génie
  - 6e régiment du génie, caserne Verneau
- Champagné, camp d'Auvours
  - 2e régiment d'infanterie de marine, caserne Martin des Pallières
- Saumur
  - CIANRBC Centre Interarmées Nucléaire Radiologique chimique
  - CEERAT Centre d'Enseignement et d'Études du Renseignement de l'Armée de Terre
  - École de cavalerie
  - École d'état-major, quartier Bessières
- camp de Fontevraud
  - 2e régiment de dragons - nucléaire, biologique et chimique, quartier de Gaulle

## Zone de défense et de sécurité Paris

### Île-de-France
- Paris
  - 24e régiment d'infanterie - bataillon de réserve Île-de-France, Fort Neuf de Vincennes
- Montlhéry
  - PCFL
  - 121e régiment du train
- Nogent-sur-Marne
  - Groupement du recrutement de la Légion étrangère
- Saint-Germain-en-Laye
  - groupement de soutien de base de défense, camp des Loges
- Suresnes
  - 8e régiment de transmissions, forteresse du Mont-Valérien

## Zone de défense et de sécurité Sud

### Corse
- Calvi
  - 2e régiment étranger de parachutistes, camp Raffalli
- Corte
  - Unité d'instruction et d'intervention de la sécurité civile n°5, quartier Chabrière

### Occitanie
- Balma
  - 11e brigade parachutiste, quartier Balma-Ballon
- Carcassonne
  - 3e régiment de parachutistes d'infanterie de marine, quartier Laperrine
- Castelnaudary
  - 4e régiment étranger, quartier Capitaine-Danjou
- Castelsarrasin
  - 31e régiment du génie, quartier Marescot
- Castres
  - 8e régiment  parachutistes d'infanterie de marine, quartier Fayolle
- Caylus
  - 11e brigade parachutiste - 6e régiment de parachutistes d'infanterie de marine, camp Lieutenant-Colonel-Normand
- Collioure
  - détachement du Centre national d'entraînement commando
- La Cavalerie
  - 13e demi-brigade de Légion étrangère, camp du Larzac
- Laudun-l'Ardoise
  - 1er régiment étranger de génie, quartier Général-Rollet
- Montauban
  - 17e régiment de génie parachutiste, quartier Doumerc
  - 9e base de soutien du matériel
- Mont-Louis
  - Centre national d'entraînement commando
- Muret
  - 3e régiment du matériel, quartier Commandant-Montalègre
- Nîmes
  - 6e brigade légère blindée
  - 2e régiment étranger d'infanterie, caserne Colonel-de Chabrières
  - 4e régiment du matériel
  - 503e régiment du train, BAN Nîmes-Garons
  - Camp des Garrigues
- Pamiers
  - 1er régiment de chasseurs parachutistes, quartier Capitaine-Beaumont
- Perpignan
  - Centre parachutiste d'instruction spécialisée, quartier Joffre
- Tarbes
  - 1er régiment de hussards parachutistes, quartier Larrey - camp de Ger
  - 35e régiment d'artillerie parachutiste, quartier Soult
- Toulouse
  - 1er régiment du train parachutiste, quartier Colonel-Edme
  - 14e régiment d'infanterie et de soutien logistique parachutiste, quartier Pradère

### Provence-Alpes-Côte d'Azur
- Aubagne
  - 1er régiment étranger, quartier Viénot
  - commandement de la Légion étrangère
- Brignoles
  - Unité d'instruction et d'intervention de la sécurité civile n°7, Camps Couderc
- Canjuers
  - 3e régiment d'artillerie de marine, quartier Colonel-Fieschi
  - 1er régiment de chasseurs d'Afrique, quartier Bernard de Lattre de Tassigny
  - 19e Régiment du Génie (52e Compagnie d'appui aux déploiements lourds)
- Draguignan
  - École de l'artillerie, quartier Bonaparte
  - École de l'infanterie, quartier Bonaparte
  - 5e bataillon du matériel
- Fréjus
  - 21e régiment d'infanterie de marine, Quartier Lecocq
- Gap
  - 4e régiment de chasseurs, quartier Général-Guillaume
- Hyères
  - 54e régiment d'artillerie, quartier Vassoigne
- Istres
  - 25e régiment du génie de l'air
- Le Luc
  - École de l'aviation légère de l'Armée de terre (2e partie de formation)
- Marseille
  - 3e division
  - 1er régiment étranger de cavalerie, camp de Carpiagne
- Saint-Christol
  - 2e régiment étranger de génie, caserne Maréchal-Koenig
- Toulon
  - 519e régiment du train ex-519e GTM (groupement de transit maritime)

## Zone de défense et de sécurité Sud-Est

### Auvergne-Rhône-Alpes
- Barby
  - 13e bataillon de chasseurs alpins, quartier Roc-Noir
- Chabeuil
  - Groupement aéromobile de la section technique de l'Armée de terre
- Chamonix
  - École militaire de haute montagne, quartier Pourchier
- Clermont-Ferrand
  - 4e brigade d'aérocombat
  - 92e régiment d'infanterie, quartier Desaix
  - 13e base de soutien du matériel
- Cran-Gevrier
  - 27e bataillon de chasseurs alpins, quartier Tom-Morel
- Issoire
  - 28e régiment de transmissions, quartier de bange
- Camp de La Valbonne
  - 68e régiment d’artillerie d'Afrique, quartier Bobillot
  - Régiment médical
- Lyon
  - 7e régiment du matériel, quartier Général-Sabatier
- Valence
  - 1er régiment de spahis, quartier Baquet
- Varces
  - 27e brigade d'infanterie de montagne, quartier de Reyniès
  - 7e Bataillon de chasseurs alpins, quartier de Reyniès
  - 93e régiment d'artillerie de montagne, quartier de Reyniès

## Zone de défense et de sécurité Sud-Ouest

### Nouvelle-Aquitaine
- Agen
  - 48e régiment de transmissions, quartier Toussaint
- Angoulême
  - 1er régiment d'infanterie de marine, quartier Fayolle
- Bayonne
  - 1er régiment parachutistes d'infanterie de marine, citadelle Général-Bergé
- Biscarrosse
  - 17e groupe d'artillerie
- Brie
  - 515e régiment du train, camp de la Braconne
- Brive-la-Gaillarde
  - 126e régiment d'infanterie, caserne Laporte
- Dax
  - École de l'aviation légère de l'Armée de terre (1re partie de formation)
- Camp de La Courtine
- La Rochelle
  - 3e régiment du service militaire volontaire
- Martignas-sur-Jalle
  - 13e régiment de dragons parachutistes, camp de Souge
- Pau
  - École des troupes aéroportées, camp Aspirant André-Zirnheld
  - 5e régiment d'hélicoptères de combat, quartier de Rose
  - 4e régiment d'hélicoptères des forces spéciales, quartier de Rose
  - Brigade des forces spéciales terre
- Poitiers
  - 9e brigade d'infanterie de marine, quartier Aboville
  - Régiment d'infanterie-chars de marine, quartier Ladmirault
- Saint-Maixent-l'École
  - École nationale des sous-officiers d'active, quartier Coiffé

## Zones de défense et de sécurité outre-mer

### Antilles
- Guadeloupe
  - 33e régiment d'infanterie de marine (2e compagnie), camp Dugommier (Baie-Mahault)
  - 2e régiment du service militaire adapté

- Martinique
  - 33e régiment d'infanterie de marine, fort Desaix (Fort-de-France)
  - 1er régiment du service militaire adapté

### Guyane
- Guyane
  - 3e régiment étranger d'infanterie, quartier Forget (Kourou)
  - 3e régiment du service militaire adapté
  - 9e régiment d'infanterie de marine, quartier Loubère (Cayenne)

### Sud de l'océan Indien
- La Réunion
  - 2e régiment de parachutistes d'infanterie de marine, quartier Dupuis (Saint-Pierre)
  - 4e régiment du service militaire adapté

- Mayotte
  - 5e régiment étranger, quartier Cabaribière (Dzaoudzi)

### Nouvelle-Calédonie
- Nouvelle-Calédonie
  - Régiment d'infanterie de marine du Pacifique - Nouvelle-Calédonie
  - Groupement du service militaire adapté de Nouvelle-Calédonie

### Polynésie française
- Polynésie
  - Régiment d'infanterie de marine du Pacifique Papeete

## Étranger

### Allemagne
- Müllheim
  - État-major de la Brigade franco-allemande
  - Bataillon de commandement et de soutien de la Brigade franco-allemande, caserne Robert Schuman (quartier Turenne de 1947 à 1993)

### Djibouti
- 5e régiment interarmes d'outre-mer

### Émirats arabes unis
- 5e régiment de cuirassiers

### Gabon
- 6e bataillon d'infanterie de marine, camp de Gaulle (Libreville)
- Centre d'entraînement commando en forêt équatoriale du Gabon (Gabon)

## Anciennes garnisons

### France
Dijon caserne Junot 27e régiment d' infanterie (aujourd'hui détruite)- caserne Heudelet -Caserne vaillant - BA 102
- Aix-en-Provence, Caserne Forbin
- Albi, Caserne Lapayrousse
- Altkirch, Quartier Plessier
- Amiens, Caserne Déjean / Caserne Friant / Caserne Gribeauval
- Ancenis, Caserne Rohan
- Angers, Caserne Desjardins
- Arras, Citadelle : Quartier Schramm / Quartier Turenne
- Annecy, Quartier de Galbert
- Auch, Caserne d'Espagne
- Barcelonnette, Quartier Craplet
- Beauvais, Caserne Agel
- Bourg-Saint-Maurice, Quartier Bulle
- Briançon, Quartier Berwick, Quartier Colaud
- Cambrai, Caserne Mortier (4e régiment de cuirassiers) / Caserne Renel et Citadelle (1er régiment d'infanterie de ligne)
- Colmar, Quartier Macker / Caserne Rapp /Caserne Franchessin
- Golbey, Caserne Haxo
- Granville, Caserne du Roc
- Grenoble, Caserne Hoche / Caserne Haxo
- Guingamp, Caserne de la Tour d'Auvergne
- Haguenau, Caserne Thurot
- Jausiers, Quartier Breissand
- Langres, Quartier Turenne
- Laon, Quartier Foch / Caserne Thérémin d'Hame
- Laval, Quartier ferie / Caserne Corbineau
- Limoges, Quartier Marceau / Quartier Beaublanc
- Lons-le-Saunier, Caserne Bouffez
- Montélimar, Caserne saint Martin (45e rgt de transmissions)
- Montbéliard, Quartier Pajol (École nationale de police depuis 2000)
- Monswiller, centre mobilisateur 172
- Mulhouse, Caserne Drouot / Caserne Lefèbvre / Caserne Barbanègre
- Nancy, Caserne Donop / Caserne Molitor
- Nantes, Caserne Mellinet
- Neuf-Brisach / Volgelsheim, Caserne Abatucci
- Noyon, Quartier Berniquet
- Paris, Caserne des Tourelles / Caserne Dupleix / Caserne Mortier
- Rambervillers, Caserne Gibon
- Reims, Quartier Louvois / Quartier Jeanne d'Arc / Caserne Colbert
- Romanswiller, dépôt de munitions
- Rouen, Caserne Pélissier / Caserne Richepanse
- Sarrebourg, Caserne Malleray / Quartier Gérôme
- Sedan, Quartier Asfeld / Quartier Fabert / Quartier Mc Donald
- Senlis, Quartier Ordener
- Toul, Caserne Thouvenot-Bautzen / Caserne Ney
- Toulon, Caserne Grignan / Caserne Bazeilles
- Valenciennes, Caserne Vincent / Caserne Ronzier
- Vandœuvre-lès-Nancy, Caserne Drouot
- Verdun, Caserne Miribel / Caserne Niel

### Algérie
- Alger, Caserne Pélissier / Caserne d'Orléans
- Blida, Caserne Salignac-Fenelon
- Constantine, Caserne du Bardo / Quartier Gallifet
- Sidi bel Abbès, Quartier Viénot
- Philippeville, Caserne de France / Caserne Mangin
- Tlemcen, Caserne Bedeau

### Allemagne
Les militaires, appelés et engagés, servant en Allemagne étaient considérés comme servant "outre-mer" et bénéficiaient à ce titre du statut d'outre-mer (solde améliorée, et divers avantages)
- Achern, quartier Colonel-Roux / Quartier Turenne / Quartier Saint-Exupéry / Caserne Ludwig von Baden
- Andernach
- Bad Bergzabern, quartier Faidherbe
- Bad Ems
- Bad Herrenalb
- Bad Kreuznach, caserne Foch
- Bad Lauterberg im Harz
- Bad Wildbad
- Baden-Baden, quartier Maréchal-de Lattre de Tassigny/ Quartier Estienne / Camp du Friesenberg / Quartier Degoutte
- Berlin-Ouest, quartier Napoléon /Caserne Tucoulon / Caserne Jeanne-d’Arc
- Bitburg, Caserne du Luxembourg / Caserne Feuvrier
- Bühl, quartier Negrier / Camp Robé-Robert / Quartier Pennanec'h[1], monastère Kloster-Maria-hilf[1], "Caserne de l'intendance" (Fridolin Stiegler Straße, 13)[2].
- Coblence, quartier Général-Frère// Quartier Basset /Quartier Dejean / Quartier Hoche/ Quartier Dejean / Quartier Jeanne d'Arc/ Caserne Marceau/ Caserne Berthesene/ Caserne Kleber/ Caserne Billotte / Caserne Lafayette /Caserne Napoléon/ Caserne Verneau /
- Constance, quartier Bonaparte / Quartier Chérisy / Quartier Driant / Quartier Maujean/JägerKaserne (413eBCS)
- Deux-Ponts, caserne Casablanca, caserne Turenne, quartier Leduc renommé quartier Canrobert,
- Diez, quartier de Gaulle
- Donaueschingen, quartier Lyautey / Caserne Foch/ Caserne Fürstenberg
- Emmendingen
- Freudenstadt, quartier Murgtal
- Fribourg-en-Brisgau, quartier Jean-Bart / Quartier Vauban /Quartier Saint-Christophe / Quartier Chaudesolle
- Friedrichshafen, Quartier Durand de Villers /Caserne Barbier
- Fritzlar, quartier Général-Lasalle
- Giessen
- Horb, quartier Moncey
- Idar-Oberstein, quartier Jeanne d'Arc / Quartier Clappier
- Immendingen, caserne Oberfeldwebel-Schreiber
- Kaiserslautern, quartier Hoche-Marceau / Caserne Eblé
- Karlsruhe, quartier Général-Pagezy
- Kehl, quartier Bertin / Quartier Voisin
- Kenzingen,
- Lachen, quartier Edon
- Landau, Quartier Jeanne-d'Arc / Quartier Mangin / Quartier Foch-Estienne
- Langenargen, quartier Niel /Quartier Verdun
- Lindau, Caserne Luipold /Caserne Max
- Lörrach[3],
- Marbourg
- Mayence
- Meersburg
- Müllheim, Quartier Turenne / Caserne Robert-Schuman
- Münsingen, Vieux Camp
- Neustadt, Quartier Colonel-Edon / Quartier Turenne/ Quartier Dorance / Quartier Lafayette
- Oberkirch, Quartier le Trouadec
- Offenbourg, Quartier Montalègre / Quartier Wagram /Quartier Neucheze / Quartier La Horie /Caserne Mansard
- Pforzheim, Quartier Burnol/ Caserne Buckenberg
- Radolfzell, quartier Vauban
- Rammersweier (de)
- Rastatt, Caserne Carnot / Quartier Joffre / Quartier Merzeau / Quartier Perè / Quartier Canrobert / Caserne Puysegur / Caserne Leduc
- Ravensbourg, quartier Margueritte
- Renchen, caserne Cartier
- Reutlingen, quartier Aumale/Vernejoul
- Sarrebourg, quartier de Lattre-de-Tassigny / quartier Rabier
- Sarrebruck, caserne Verdun
- Sarrelouis, quartier Ney
- Saint-Wendel, quartier Tritschler / quartier Welvert
- Spire, quartier Normand / quartier Riberpray / quartier Martin
- Stetten am kalten Markt, camp du Heuberg / quartier de Reboul
- Teningen, quartier Pradere
- Trèves, quartier Belvedère / caserne Bertard / quartier Castelforte / quartier Castelnau / quartier Casablanca / quartier Finat-Duclos / quartier Feuvrier // quartier Nell’s Ländchen / caserne Ruverer/ quartier Petrisberg
- Tübingen, quartier Désazars-Maud'huy (de) / quartier Zimmer
- Tuttlingen
- Vieux-Brisach, quartier Vauban
- Villingen, quartier Lyautey / quartier Mangin / quartier Welvert
- Wackernheim
- Weingarten, quartier Galliffet
- Wetzlar, caserne Gaffey / caserne Lloyd
- Winden,
- Wittlich, quartier Foch / quartier Malleret

### Côte d'Ivoire
- Port-Bouët

### Maroc
- Casablanca, caserne de Bournazel
- Meknès, caserne Bisset / Caserne Dondey

### Tunisie
- Bizerte, caserne Japy / Caserne Lambert / Caserne Marmier
- Tunis, caserne Saussier